# Jules de Rovère
Ne doit pas être confondu avec Giulio della Rovere.
Pour les articles homonymes, voir Rovère.
Jules de Rovère, né Jules Rovère à Paris le 12 novembre 1797 et probablement mort entre  février 1865 et 1881, est un prestidigitateur français actif entre 1819 et 1862, qui a inventé le mot « prestidigitateur » et a influencé Robert-Houdin par l'emploi d'automates.

## Biographie
Jules Rovère est le fils unique, du conventionnel Rovère de Fontvielle, mort en Guyane le 11 septembre 1798 après y avoir été déporté pour ses positions royalistes durant le coup d'État du 18 fructidor. Sa mère, née Marie-Augustine Angélique de Vachon de Briançon-Belmont (1767-1818), avait déjà eu deux filles d'un précédent mariage avec François-Édouard, marquis d’Agoult (1746-1837) dont elle divorça en 1793 ; devenue veuve, elle éduque seule son fils, servie par une importante fortune constituée de biens immobiliers, dont le château de Lacoste qu'elle revend en 1816. Elle encourage son fils à s'intéresser aux exercices d'agilité. Au décès de sa mère puis de son oncle François-Régis Rovère en 1818, émancipé bien plus tôt que la loi ne le permettait alors, Jules Rovère, après une complexe affaire d'héritage et de gestion de fortune, se laisse impressionner par les nombreux artistes illusionnistes, et donne bientôt des représentations à Lyon, Anvers et Gand en faisant des tours d'agilité, faisant apparaître et disparaître des objets, distrayant les spectateurs d'illusions. Il use d'un langage très recherché, composé de mots savants, et fait appel à des techniques nouvelles.
Vers 1819, Jules Rovère crée le mot prestidigitateur — composé à partir du latin presto digiti signifiant « agilité des doigts » —, parce qu'il ne voulait pas utiliser celui de physicien ni celui d'escamoteur, devenu péjoratif. Les magiciens de l'époque aimaient faire figurer des formules faisant penser à de grands titres prestigieux sur leurs affiches, n'ignorant point que le côté mystérieux de ces qualifications encourageait les spectateurs à payer, ces derniers croyant avoir affaire à un grand personnage et donc à un spectacle de qualité. Jules de Rovère désirait ainsi innover afin de se rendre unique.
En 1820, il épouse à Marseille Louise Françoise Cramer, fille d'un horloger,. Le couple a plusieurs enfants, nés au gré de ses déplacements : Félix Paulin en 1821 à Maastricht, ; Jules en 1822 à La Guillotière, aujourd'hui quartier de Lyon, ; Félicité en 1824 à Senones, ; Jules André en 1828 à Quimperlé, ; Julie Éloïse vers 1836.
En 1828, Jules de Rovère donne plusieurs représentations d'escamoteur (en anglais : conjurer) à Londres. Après son passage sur la scène de l'Argyll Rooms,, il se produit à partir du 21 octobre au Haymarket Theatre, assisté de sa femme, puis poursuit avec une tournée dans la province anglaise,. Durant ses spectacles — qui mélangent magie, danse, tableaux vivants — il a recours à des automates. Après une soirée à Oxford, le journal local, The Herald, décrit ainsi un tour de Rovère en ces mots : « Au moment où sur la scène un des clowns disparaît d'une boîte, une fillette, haute de 30 centimètres, surgît à l'autre bout de la salle, au milieu d'une mini-buvette, proposant au public des boissons et sans être apparemment aidée par l'artiste. »
| Avers · Revers |

Vers la fin des années 1830, Rovère s'installe à Paris : c'est là que Robert-Houdin le rencontre, dans la boutique du Père Poujol, où venait se fournir la plupart des artistes du genre, et c'est dans ses mémoires (1868) qu'il rapporte que le mot prestidigitateur fut inventé par Rovère et adopté ensuite par la profession, puis approuvé par l'Académie.
En 1849, il publie un essai intitulé Correspondance sincère. Phénoménologie humaine avec certificats à l'appui soutenant qu'il a réussi à guérir des personnes grâce à son « fluide » : dès 1846, le baron du Potet l'avait défendu dans son Journal du magnétisme. Entre 1851 et 1855, il prend part à une polémique entre les magnétiseurs — ou les adeptes du mesmérisme — qui prétendent guérir les malades ou ceux qui, au contraire, condamnent cette pratique, et finit par publier à Paris un essai, Fiction ou réalité, nouvel examen théorique et pratique des erreurs du magnétisme. En 1856, il donne plusieurs spectacles d'« électromagnétisme animal et minéral » : vision à distance ou à travers des corps opaques, prédictions, plongée de spectateur en état de somnolence, etc. Il affirme qu'il n'existe aucun fluide mais une forme d'influence du magnétiseur sur le sujet et ce, grâce à l'électricité de l'air ambiant et il conclut que c'est le magnétisé qui, en fin de compte, se guérit lui-même.
Durant cette affaire, il exerce sous un autre nom, celui d'« Auguste le magnétiseur ». Affichant des opinions socialiste-démocrate, il effectue un séjour en prison.
Le 24 avril 1864, Jules Rovère serait venu à Sorgues donner une conférence sur les ballons : il appartenait en effet à la Société aérostatique et météorologique de France.
En janvier et février 1865, Jules Rovère dépose deux brevets de 15 ans — l'un pour une « pile électrique dite pile aéroterraquée, et ses applications », l'autre pour un « locomoteur et propulseur aérien dit moteur aéro-plano-statique » — conjointement avec le Dr Hilarion Huguet, qu'il a côtoyé à Paris, au sein du Cercle harmonique.

### Une filiation?
Comme indiqué ci-dessus, le seul fils survivant de Jules Rovère est Jules André, qui s'installe avec sa mère au Pays de Galles à la fin du Second Empire.
Le 18 avril 1868 paraît dans le quotidien gallois The Monmouthshire Merlin un avis annonçant une lecture, intitulée Fiction and Reality, qu'un certain Jules Rovère doit donner, en anglais, le surlendemain à la mairie de Newport. L'encart précise qu'il vit désormais dans cette ville : s'agit-il ici du père ou du fils ? Ce dernier meurt en 1874 à Funchal.
Dans le recensement de la ville d'Abergavenny effectué en 1871, Françoise (dite Héloïse) de Rovère est dite mariée, et non veuve de son époux Jules, mais elle vit alors seule avec sa domestique.
Le 8 janvier 1873, le journal La Gironde raconte que la veille Rovère s'est produit à l’Athénée de Bordeaux, rue Mably, pour une séance consacrée à la prestidigitation puis au magnétisme. On lit : « par suite d’une mauvaise installation dans le décor, M. Rovère a fait une chute qui aurait pu être très dangereuse ; mais on espère qu’elle n’aura aucune suite, et qu’elle n’empêchera pas cet habile magnétiseur de continuer ses expériences si curieuses. » Le 13 janvier, un encadré indique que Rovère donnera finalement une seconde séance à l'Athénée. On perd ensuite sa trace.
Dans le recensement de la ville d'Abergavenny effectué en 1881, Françoise (Héloïse) de Rovère est désormais déclarée veuve.

## Publications
- Correspondance sincère et impartiale. no 309. Phénoménologie humaine, Paris, Besnard, 1849, in-4°[27]
- Association fraternelle des patriotes démocrates... : séance publique du dimanche 14 mai 1848, Ville de Troyes, Troyes : impr. de Baudot, DL 1849, in-4°, 4 p.
- Institut polytechnique. Sciences naturelles. Nouvel enseignement des notions anti-mystiques de magnétisme minéral et animal, Paris : lith. de Bénard, 1850, in-fol. plano
- Phénoménologie humaine. Correspondance sincère et impartiale. no 309. Lettre et attestations relatives aux guérisons opérées par J. Rovère au moyen du magnétisme [Lettre de J. Rovère. - Réponses de Néhou et de Macsheehy], [Paris], DL 1852, in-4°, 4 p.
- Pérégrinations rovériennes. Nouvelles recherches physiologiques et psychologiques sur l'influence animique de l'homme dans les profondeurs de l'atmosphère, [Signé : Jules Rovère. 25 juillet 1852.] 1er cahier, [Paris]: impr. de Bénard, 1852, in-8o
- Initiation aux mystères de la sympathologie animique, ou Nouveau cours expérimental, analytique et synthétique de mesmérisme, généralement connu sous le nom de magnétisme animal... Dunkerque : impr. de C. Drouillard, 1853, Gr. in-8o, 56 p.
- Fiction et réalité. De l'influence modificatrice et conservatrice que l'homme peut exercer sur lui-même et sur ses semblables... Paris : l'auteur, 1854, in-4°
- Fiction et réalité ou nouvel examen théorique et pratique des vérités et erreurs du magnétisme, Paris, 1855
- Lettre d'un mesmériseur socialiste aux amis de la vérité, Troyes : Lépine, 1856, in-12, 10 p.
- Les magnétiseurs ont-ils tort ou raison ? ("That is the question!"). Appréciation et solution, en deux parties, Paris : impr. Bénard & Cie, 1857, in-8o, 31 p.[28]
- Mélanges littéraires, Paris : impr. de E. Blot, 1860, in-8o, 8 p.[29]
- Roveriana, Rouen, impr. de Giroux et Renaux, 1862, in-4° , 8 p.
- Premier Tableau synoptique de l'alphabet de la nature. Triade phénoménologique.., Troyes : impr. de Lépine, Laffrat, [s.d.], Gr. in-fol. plano
- Second [-Troisième] Tableau explicatif de l'alphabet de la nature. Athénée troyen..., Troyes : impr. de Lépine, Laffrat, [s.d.], Gr. in-fol. plano